# Надія Анжуман
Надія Анжуман (перс. نادیا انجمن, англ. Nadia Anjuman; 27 грудня 1980 — 4 листопада 2005) — афганська поетеса. Була вбита за свою діяльність своїм чоловіком.

## Біографія
Народилася у місті Герат у 1980 році. Навчалась у школі. Вірші почала писати у віці 15 років. Проте у цей час (1995 рік) місто захопили таліби. Під час талібського режиму жінкам було заборонено навчатись, працювати, навіть голосно сміятися. Єдиною дозволеною публічною діяльністю були гуртки шиття. Один такий гурток «Золота голка» був організований у будинку колишнього учителя Надії. У цьому гуртку, до якого входило 6 жінок, включаючи Анжуман, таємно читали поезію перських та західних поетів. Якби таліби дізналися про діяльність цього гуртка, то його організаторам та членам загрожувало тюремне ув'язнення або смертна кара через повішення.
У 2001 році режим талібів було повалено. Надія Анжуман отримала змогу продовжити навчання. Вона поступила в університет Герата на факультет літератури. Під час навчання в університеті у 2004 році вона випустила свою першу поетичну збірку «Gul-e-dodi» («Темно-червона квітка»), яка відразу здобула популярність як в Афганістані, так і в сусідньому Ірані. Було продано близько 3000 примірників, а це найкращий показник в країні. У своїх віршах описувала важке становище афганських жінок.
Такий успіх Анжуман не поділяв її чоловік, випускник того ж факультету. Він заздрив її поетичному успіху, його обурювало те, що вона відома, а він ні. Крім того, забороняв їй виходити з дому, не відпускав в гості до родичів. 4 листопада 2005 року після чергової сварки чоловік її побив. Надія померла дорогою до лікарні. Чоловіка арештували. Він визнав, що побив жінку, але заперечував, що убив її, нібито після того, як він її вдарив, вона випила отруту. Так як не було розтину жертви, причини смерті не було встановлено і чоловік через місяць вийшов з в'язниці.
Тисячі прихильників були присутні на похоронах Надії Анджуман в Гераті. Вбивство письменниці засудили в ООН.